# 24 Heures de Spa 2017
Navigation
Édition précédente Édition suivante
Les 24 Heures de Spa 2017 (2017 Total 24 Hours of Spa), disputées les 29 juillet 2017 et 30 juillet 2017 sur le Circuit de Spa-Francorchamps, sont la soixante-neuvième édition de cette épreuve. La course faisait partie de la Blancpain GT Series Endurance Cup 2017 et du Intercontinental GT Challenge 2017 (en).

## Course

### Classement de la course
Les voitures ne parcourant pas 70% de la distance du gagnant sont non classées (NC).